# Ceratomontia
Ceratomontia – rodzaj kosarzy z podrzędu Laniatores i rodziny Triaenonychidae liczący ponad 20 gatunków. Gatunkiem typowym jest C. capensis

## Występowanie
Przedstawiciele rodzaju zamieszkują Afrykę Południową oraz Amerykę Południową.

## Systematyka
Opisano 22 gatunki należące do tego rodzaju:
| - Ceratomontia annae Lawrence, 1934 - Ceratomontia argentina Canals, 1939 - Ceratomontia brasiliana Maury, 1999 - Ceratomontia capensis Roewer, 1915 - Ceratomontia centralis Maury & Roig Alsina, 1985 - Ceratomontia cheliplus Roewer, 1931 - Ceratomontia fluvialis Lawrence, 1931 - Ceratomontia hewitti Lawrence, 1931 - Ceratomontia irregularis Lawrence, 1931 - Ceratomontia karooensis Lawrence, 1931 - Ceratomontia mendocina Maury & Roig Alsina, 1985 - Ceratomontia minor Lawrence, 1931 | - Ceratomontia namaqua Lawrence, 1934 - Ceratomontia nasuta Lawrence, 1934 - Ceratomontia pusilla Lawrence, 1934 - Ceratomontia reticulata Lawrence, 1934 - Ceratomontia rumpiana Lawrence, 1937 - Ceratomontia ruricola Lawrence, 1934 - Ceratomontia sanguinea Lawrence, 1934 - Ceratomontia setosa Lawrence, 1931 - Ceratomontia tabulae Lawrence, 1931 - Ceratomontia thornei Lawrence, 1934 - Ceratomontia werneri Lawrence, 1931 |